# Стрибун перелісковий
Стрибун перелісковий (лат. Cicindela soluta) — вид жуків з родини Туруни і підродини Стрибуни.

## Опис
Довжина тіла 12—15 мм, верхня частина тіла від мідного до зеленого забарвлення. Надкрила з пучками волосків між щитком і плечовим горбком, без світлої облямівки, лише з поодинокими плямами. Щоки гладкі, а епістерніти переднегруді вкриті густим білим волоссям.

## Ареал
Палеарктичний вид, що мешкає в лісостепу та степу. У Європі поширений у Австрії, Болгарії, колишній Югославії, Молдові, Румунії, південній частині європейської Росії, Словаччині, Україні та Угорщині  . Далі на схід зустрічається на Південному Уралі та в Казахстані.

### Підвиди
Існує два підвиди цього жука :
- Cicindela soluta pannonica Madl, 1935 — мешкає в Австрії, Чехії, Словаччині та Угорщині.
- Cicindela soluta soluta — від Болгарії, Румунії та України до Казахстану

## Охорона
Вид внесено до Червоної книги Дніпропетровської області України.